# Liacarus cidarus
Liacarus cidarus är en kvalsterart som beskrevs av Tyler A. Woolley 1968. Liacarus cidarus ingår i släktet Liacarus och familjen Liacaridae. Inga underarter finns listade i Catalogue of Life.